# Tonacacíhuatl

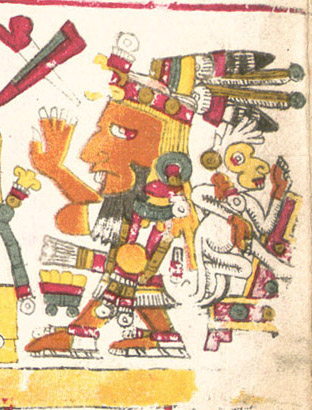
Tonacatecuhtli, marido de Tonacacihuatl, en el Códice Borgia.

Tonacacíhuatl (del náhuatl: Tonakasiwatl ‘señora del sustento’‘tonakayotl, sustento; siwatl, señora’) en la mitología mexica es la diosa protógona del sustento, de la furtividad, de lo inerte e inherente. Era la esposa de Tonacatecuhtli, el señor del sustento.